# تايلر فاغنر
تايلر فاغنر (بالإنجليزية: Tyler Wagner)‏ هو لاعب كرة قاعدة أمريكي، ولد في 24 يناير 1991 في لاس فيغاس في الولايات المتحدة.

## وصلات خارجية
- تايلر فاغنر على موقع دوري كرة القاعدة الرئيسي (الإنجليزية)
- تايلر فاغنر على موقعبيزبول رفرنس.كوم (الدوري الرئيسي) (الإنجليزية)
- تايلر فاغنر على موقعبيزبول رفرنس.كوم (الدوري الثانوي) (الإنجليزية)